# Дмитрий Сторожук
Дмитрий Анатольевич Сторожук (12 ноември 1985; Виниця, Украйна) е украински юрист и политик, първи заместник главен прокурор на Украйна (7 юни 2016). От 5 март 2014 до 24 октомври 2014-ръководител на държавната изпълнителна служба на Украйна. От 11 ноември до май 2016 г. – помощник на народа на VIII, който се обажда от политическата партия „народна фасада“.

## Биография

### Образование
През 2008 е завършил в Киев университет по вътрешни работи специалност „съдебна практика“. Има образователно квалифицирано ниво на правата на учителя.

### Работна дейност
От май до октомври 2007-юрист в частна адвокатска кантора.
От 2007 г. до май, 2008 – старши правен съветник на централното ведомство за искове и съдебни спорове на Службата за искове и работа на отдел „мониторинг“ и вземане на вземания от кад „Догмат Украйна“
От май до юли 2008-ръководител на централното ведомство за искове и съдебни дела на Службата по искове и съдебни дела на услугата за мониторинг и вземане на вземания от „Догмат Украйна“.
През юли 2008 той работи като ръководител на централното ведомство по искове и съдебни дела на Службата за искове и съдебни дела на служба за сигурност на Украйна.
От юли до октомври 2008-старши координатор на катедрата по работа с нестандартни дългове на Службата за управление на служба за сигурност на вземанията CJSC „Догмат Украйна“.
От януари до февруари, 2009-адвокат в департамента по социална стратегия ООД.
От февруари 2009 до декември 2011 той е ръководител на юридическия департамент на „социална стратегия фонд“ ООД.
От януари 2012 до ноември 2013 – заместник-ръководител на юридическия департамент на секретариата – ръководител на отдела за правна подкрепа на партията и индивидуалните проекти на политическата партия „фронт на промяната“.
От декември 2013 до февруари 2014, ръководител на правния отдел на обществената организация „пред промяната“. През март 2014 той работи като съветник-консултант на MP на Украйна.
От март до ноември 2014, ръководител на държавната изпълнителна служба на Украйна.